# La Continence de Scipion (Poussin)
Pour les articles homonymes, voir La Clémence de Scipion.
La Continence de Scipion est un tableau de Nicolas Poussin conservé au musée Pouchkine de Moscou.